# Fairfield Stags

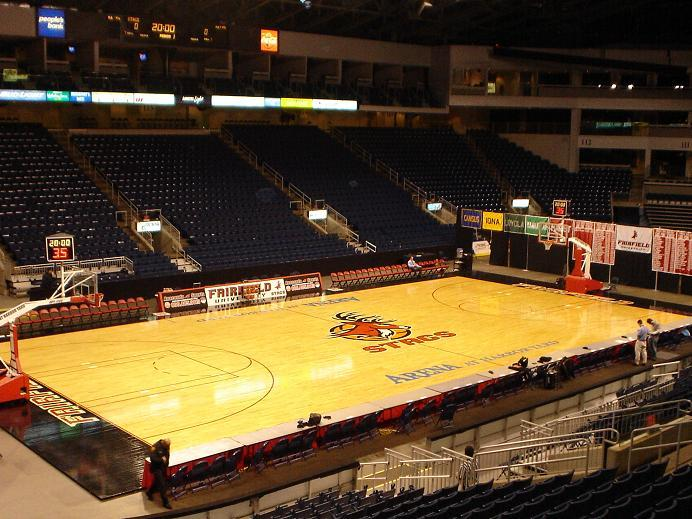
Webster Bank Arena

Fairfield Stags (en español: venados de Fairfield) es la denominación de los equipos deportivos de la Universidad de Fairfield, institución académica ubicada en Fairfield, Connecticut. Los Stags participan en las competiciones universitarias organizadas por la NCAA, y forman parte de la Metro Atlantic Athletic Conference.

## Apodo y mascota
En 1947 la universidad adoptó su primer apodo, The men in red, los hombres de rojo, y al año siguiente se realizó una votación para elegir otro apodo, siendo elegido el de Stags (ciervos o venados) sobre el de Chanticleers. El motivo de la elección fue por pertenecer la universidad, en manos de los jesuitas, a la Diócesis de Hartford, palabra compuesta cuya primera parte, hart, significa una especie de ciervo europeo. La mascota se denomina Lucas The Stag.

## Programa deportivo
Los Stags compiten en 9 deportes masculinos y en 11 femeninos:
| Masculino: - Baloncesto - Campo a través - Fútbol - Lacrosse - Tenis - Béisbol - Golf - Natación - Remo | Femenino: - Baloncesto - Campo a través - Fútbol - Tenis - Remo - Natación - Sófbol - Voleibol - Lacrosse - Hockey sobre hierba - Golf |

### Baloncesto
El equipo de baloncesto masculino ha conseguido el título de conferencia en 6 ocasiones, 3 de ellas ya en la Metro Atlantic Athletic Conference, llegando al Torneo de la NCAA en todas ellas, la última en 1997. Ha disputado además el National Invitation Tournament en otras 6 ocasiones, la última en 2011. Dos jugadores de los Stags han llegado a jugar en la NBA, aunque entre ambos sólo llegaron a disputar 8 partidos.

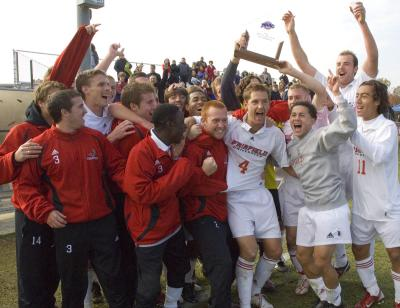
Los Stags, campeones en 2006.

### Fútbol
El equipo masculino de fútbol han conseguido en tres ocasiones proclamares campeones de la MAAC, en 1999, 2006 y 2008, accediendo en todas las ediciones a la fase final del campeonato universitario. 10 de sus jugadores han llegado a jugar al fútbol de manera profesional, aunque ninguno de ellos en ligas europeas.

## Instalaciones deportivas
- Webster Bank Arena, es el pabellón donde disputan sus partidos el equipo de baloncesto. Tiene una capacidad para 9.000 espectadores y fue inaugurado en 2001.[3]
- Lessing Field, es el pabellón donde disputan sus encuentros los equipos de fútbol. Fue completamente renovado en 2003 y tiene una capacidad para 600 espectadores.[3]